# Impregilo
Impregilo S.p.A. es una sociedad multinacional y uno de los mayores grupos italianos del sector de la construcción y de la ingeniería. La sede principal del grupo está en Sesto San Giovanni (MI).
En 2006, Impregilo, por dimensiones y facturación, es el principal grupo italiano del sector de la construcción, de la ingeniería, del tratamiento del agua, de las infraestructuras para el transporte, y en obras ambientales. Esta empresa cumple con el ciclo global industrial General Contracting, donde con este término se indica la capacidad del grupo societario y sus consorcios de completar el ciclo completo de una obra: proyecto, financiación, fase de construcción, gestión de la concesión. 

## Historia
La S.P.A. fue el resultado de reagrupamiento y fusione de la principal compañía italiana operando en los sectores de la edificación de la ingeniería.
- 1989-1990: Fiat Impresit y Cogefar se fundan en Cogefar-Impresit, y seguidamente redenominada Impregilo. En los años sucesivos se incorporaron Girola y Lodigiani, confluyendo en Impregilo Spa. También se incorporó la empresa de ingeniería Castelli. En ese periodo se recuerda como presidente del grupo a Carraro.

- 2006: Fisia Italimpianti y su controlada Fisia Babcock venden el 100 % propietario a Impregilo Spa. Y corren voces de una posibile fusión de Impregilo y el grupo Astaldi S.p.A.

Impregilo cotiza en la Bolsa de Valores de Milán. Su capital social es de € 708 millones, un portafolio de € 5,8 miliardoso y 10 000 empleados. El 30 % del capital social es de Igli SpA, Gemina SpA, Banca Popolare di Milano.
Hasta 2004 el administrador delegado de la sociedad fue el ingeniero Piergiorgio Romiti, desde 2005 lo sustituyó el doctor Alberto Lina. El actual presidente es César Romiti.

## Principales sectores de actividad
La sociedad opera a nivel mundial en los sectores:
- Grandes obras
  - Aeropuertos
  - Autopistas
  - Diques y centrales hidroeléctricas
  - Túneles
  - Puentes y viaductos
  - Ferrovías Tren de alta velocidad como el Terzo valico dei Giovi
  - Metropolitanos
  - Puertos y obras marítimas
- Sistemas para el ambiente
  - Desalación y tratamiento de aguas turbias
  - Impianti di depurazione
  - Termovalorizzatori
- Edificación
  - Civil e industrial
  - Edilicia Pública
  - Hospitales
- Concesiones
  - Autopistas
  - Aeropuertos
  - Hospitales

## Principales mercados
- Europa
  - Alemania
  - Grecia
  - Islandia
  - Italia
  - Portugal
- Asia
  - Arabia Saudita
  - China
  - Pakistán
- América del Sur
  - Argentina
  - Brasil
  - Chile
  - Venezuela